# Sportingbet
Sportingbet este un operator britanic de jocuri de noroc online, deținut de GVC Holdings plc. Compania a fost listată la Bursa din Londra și a constituit FTSE SmallCap Index înainte de achiziționarea sa de către GVC. Acest site de pariuri sportive este aprobat de Oficiul Național pentru Jocuri de Noroc.